# Eugerres brevimanus
Eugerres brevimanus és una espècie de peix pertanyent a la família dels gerrèids.

## Descripció
- Pot arribar a fer 19 cm de llargària màxima.[6][7]

## Hàbitat
És un peix marí, bentopelàgic i de clima tropical (19°N-7°N).

## Distribució geogràfica
Es troba al Pacífic oriental central: des de Mèxic fins a Panamà.

## Observacions
És inofensiu per als humans.